# Джанфранко Петріс
Джанфранко Петріс (італ. Gianfranco Petris, 27 серпня 1936, Будоя — 1 липня 2018, Трепалле) — італійський футболіст, що грав на позиції нападника.
Виступав, зокрема, за «Фіорентину», у складі якої — володар Кубка Італії і Кубка Кубків УЄФА, а також національну збірну Італії.

## Клубна кар'єра
У дорослому футболі дебютував 1954 року виступами за команду клубу «Тревізо», в якій провів два сезони, взявши участь у 40 матчах чемпіонату. 
Протягом 1956—1958 років захищав кольори команди клубу «Трієстина».
Своєю грою за останню команду привернув увагу представників тренерського штабу клубу «Фіорентина», до складу якого приєднався 1958 року. Відіграв за «фіалок» наступні шість сезонів своєї ігрової кар'єри. Більшість часу, проведеного у складі «Фіорентини», був основним гравцем атакувальної ланки команди. Найуспішнішим для гравця був сезон 1960/61, в якому він у складі цієї команди виборов титули володаря Кубка Італії і Кубка Кубків УЄФА. У фінальній грі за Кубок Італії відкрив рахунок у зустрічі, в якій його команда з рахунком 2:0 здолала «Лаціо». Цей гол став для Петріса четвертим по ходу турніру, що дозволило йому стати найкращим бомбардиром змагання. У попередньому розіграші Кубка Італії він також з чотирма голами був найкращим бомбардиром, проте «Фіорентина» програла фінальний матч з рахунком 2:3 у додатковий час «Ювентусу».
Згодом з 1964 по 1965 рік грав у складі «Лаціо», в якому був резервним гравцем.
Завершив ігрову кар'єру у нижчоліговому клубі «Трані», у складі якого виступав протягом 1965–1966, а згодом і протягом 1967–1968 років.
Помер 1 липня 2018 року на 82-му році життя у місті Трепалле.

## Виступи за збірну
1958 року дебютував в офіційних матчах у складі національної збірної Італії. Протягом кар'єри у національній команді, яка тривала 6 років, провів у формі головної команди лише країни 4 матчі, забивши 1 гол.
| Дата       | Місто   | Господарі | Результат | Гості   | Турнір                             | Голи | Примітки |
| ---------- | ------- | --------- | --------- | ------- | ---------------------------------- | ---- | -------- |
| 23-3-1958  | Відень  | Австрія   | 3 – 2     | Італія  | Кубок Центральної Європи 1955-1960 | 1    |          |
| 6-5-1959   | Лондон  | Англія    | 2 – 2     | Італія  | товариський матч                   | -    |          |
| 10-12-1960 | Неаполь | Італія    | 1 – 2     | Австрія | товариський матч                   | -    |          |
| 14-12-1963 | Турин   | Італія    | 1 – 0     | Австрія | товариський матч                   | -    |          |
| Усього     |         | Матчів    | 4         |         | Голів                              | 1    |          |

## Титули і досягнення

### Командні
- Володар Кубка Італії (1):

«Фіорентіна»:  1960-1961
- Володар Кубка Кубків УЄФА (1):

«Фіорентіна»:  1960-1961

### Особисті
- Найкращий бомбардир Кубка Італії (2):

1959-1960 (4), 1960-1961 (4)